# Pentax SFX
Pentax «SFX» (В США известна под названием «SF1») — малоформатный однообъективный зеркальный фотоаппарат с автофокусом, производившийся с 1987 до 1989 года в тёмно-сером исполнении. Анонсирована как первая в мире автофокусная зеркальная камера со встроенной фотовспышкой.
В отличие от ME F, в этой модели электродвигатель, электроника и элементы питания автофокусной системы располагались в корпусе камеры, что позволило упростить конструкцию и снизить стоимость объективов. Дальнейшее развитие автофокусных камер фирмы пошло именно по этому пути вплоть до внедрения SDM-моторов в объективы.

## Основные характеристики
- Режимы: M(ручной), Av(приоритета диафрагмы), Tv (приоритет выдержки), P(режим программной линии) Pdepth и Pspeed (Режимы программной линии. Экспокоррекция реализуется, соответственно, путём изменения положения диафрагмы или выдержки).
- Встроенный TTL-экспонометр.
- Экспокоррекция ±4 EV с шагом — ½ EV.
- Блокировка экспозиции.
- Автоспуск — 12 с.
- Электронный затвор с вертикальным ходом 1 — 1/2000 с, В.
- Выдержка синхронизации — 1/100 с.
- Питание 6 Вольт 2CR5.
- Моторная протяжка плёнки с возможностью серийной съемки до 1,8 к/с.
- Отображение выдержки и фокусировки в видоискателе.
- ЖКИ-дисплей над видоискателем.
- Считыватель DX-кода.

## Аксессуары
- Два вида задников, впечатывающих данные на плёнку (один с питанием от двух LR44, второй с питанием от одной трёхвольтовой литиевой плоской батарейки).
- Батарейная ручка «SF» с 4 элементами AA.

## Совместимость
«SFX» может работать с любыми объективами Pentax. Необходимо учесть лишь несколько нюансов:
- существуют объективы рассчитанные для использования с APS-C-камерами. Такие объективы дадут сильнейшее виньетирование;
- с объективами, оснащёнными креплением KAF3 и KF, не будет работать автофокус. Подтверждение фокусировки работать будет.